# Lisa Koop
Lisa Andrea Koop (Marburgo, 23 settembre 1985) è una cestista tedesca.

## Carriera
Con la Germania ha disputato i Campionati europei del 2011.